# موتور اسفندیار (بمپور)
موتور اسفندیار روستایی در دهستان بمپور شرقی بخش مرکزی شهرستان بمپور استان سیستان و بلوچستان ایران است.

## جمعیت
بر پایه سرشماری عمومی نفوس و مسکن در سال ۱۳۹۵ جمعیت این روستا ۲۰۴ نفر (۵۷خانوار) بوده‌است.